# عشب (السبرة)

تعديل مصدري - تعديل

عشب هي إحدى قرى عزلة الأخلود بمديرية السبرة التابعة لمحافظة إب، بلغ تعداد سكانها 383 نسمة حسب تعداد اليمن لعام 2004.